# Praia do Forte (Paraíba)
Imagem da Praia do Forte em Baía da Traição.
A Praia do Forte é uma praia brasileira, localizada na cidade de Baía da Traição no estado da Paraíba. A praia é conhecida também pelas falésias, cujo cume, além de proporcionar uma bela vista da Baía da Traição, abriga uma aldeia indígena e dois canhões do antigo forte, construído pelos portugueses no século XVII.
Uma de suas principais atrações, é subir no alto de uma escarpa com vista panorâmica para a Baía da Traição.

## Turismo
- O ponto forte do turismo de Baía da Traição é sem dúvida a presença de índios. O artesanato e a dança é a identidade dos Potiguaras; e pode ser encontrado em todas as aldeias da reserva pertencente ao município. Entre varias, podemos destacar – Aldeia Forte – é existente nesta comunidade nativa o Toré Forte; que é uma associação indígena que recebeu o Prêmio Cultura Indígena no ano de 2007; que valoriza, incentivando a todos a prática da cultura. Na mesma tribo, é possível encontrar a dança do toré e os artesanatos;[9]
- A prática de surf, é muito utilizada na Praia do forte, na cidade de Baía da Traição, possuindo um campeonato do esporte chamado BT SURF FESTIVAL,[10] pela ventilação e ondas que são propícias que a praia possui[11][12]
- Forte de Baía da Traição: é muito visitado pelos turistas, devido a importância histórica local, que antigamente foi muito disputado entre os franceses e os portugueses. Abrigando atualmente, uma aldeia indígena e canhões do antigo forte, construído pelos colonizadores no século XVII.[2] E de lá, pode apreciar uma das paisagens mais bonitas da cidade com visão panorâmica da Baía[13]

## Galeria

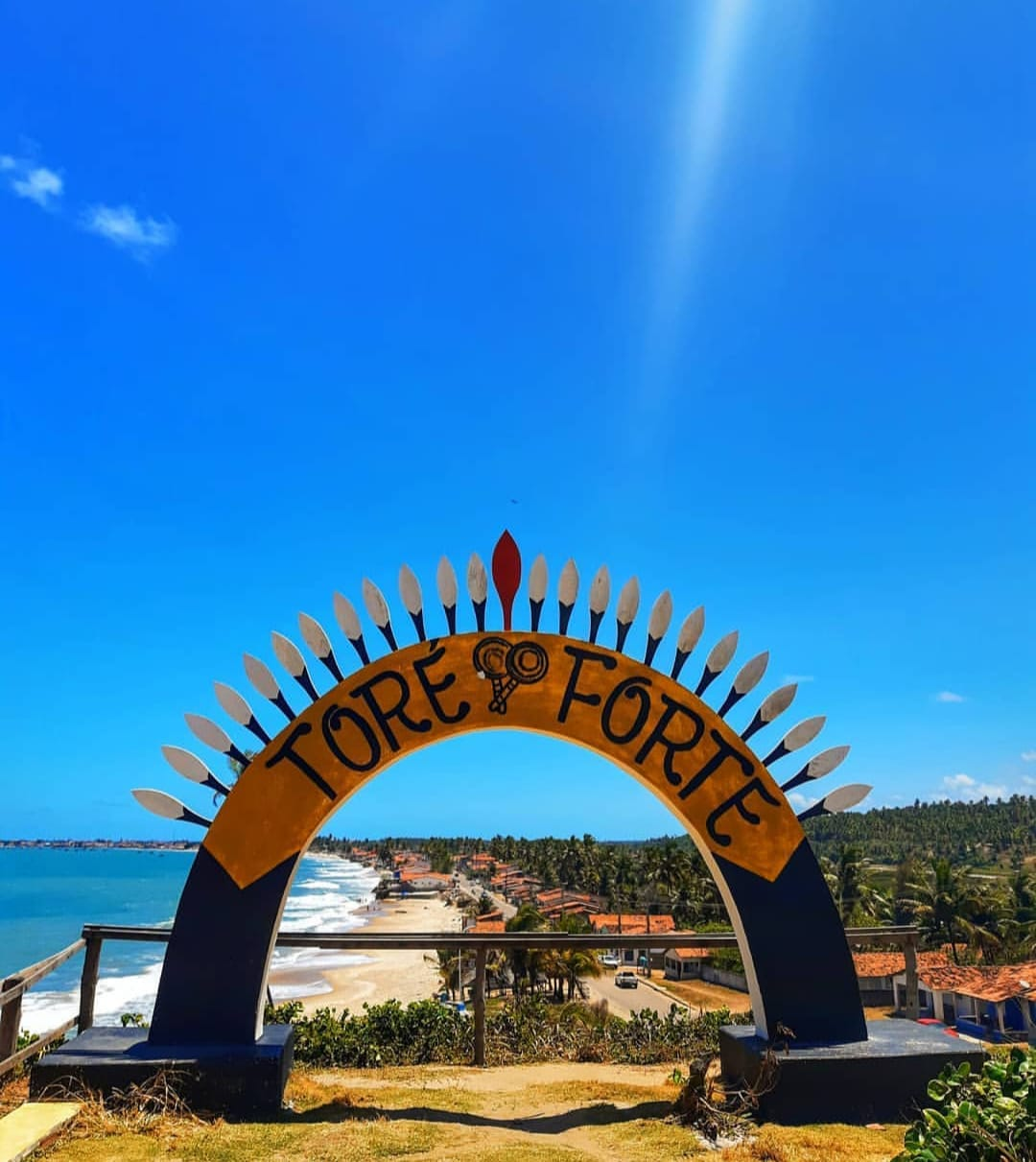
Vista da arcada do Toré na Praia do Forte
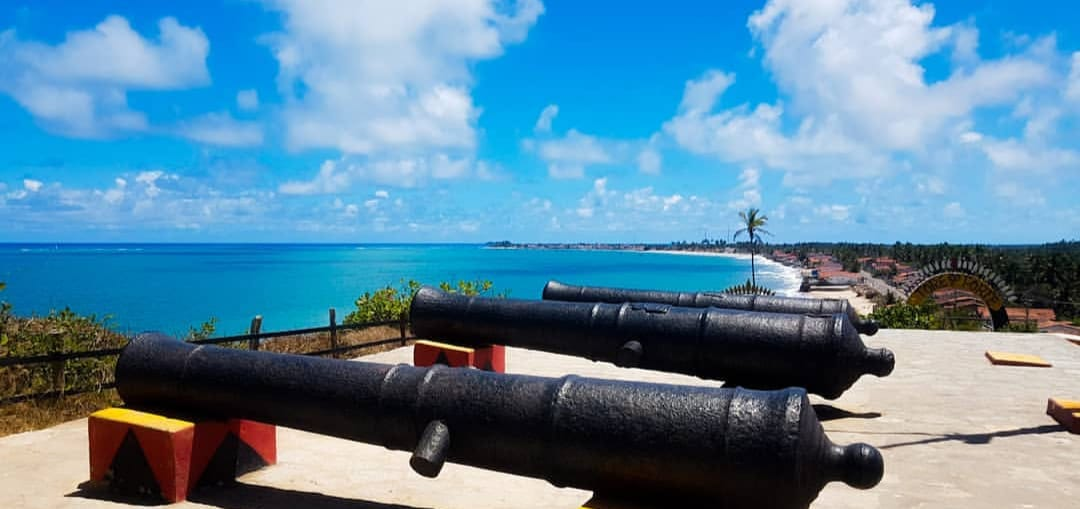
Vista dos canhões do antigo Forte
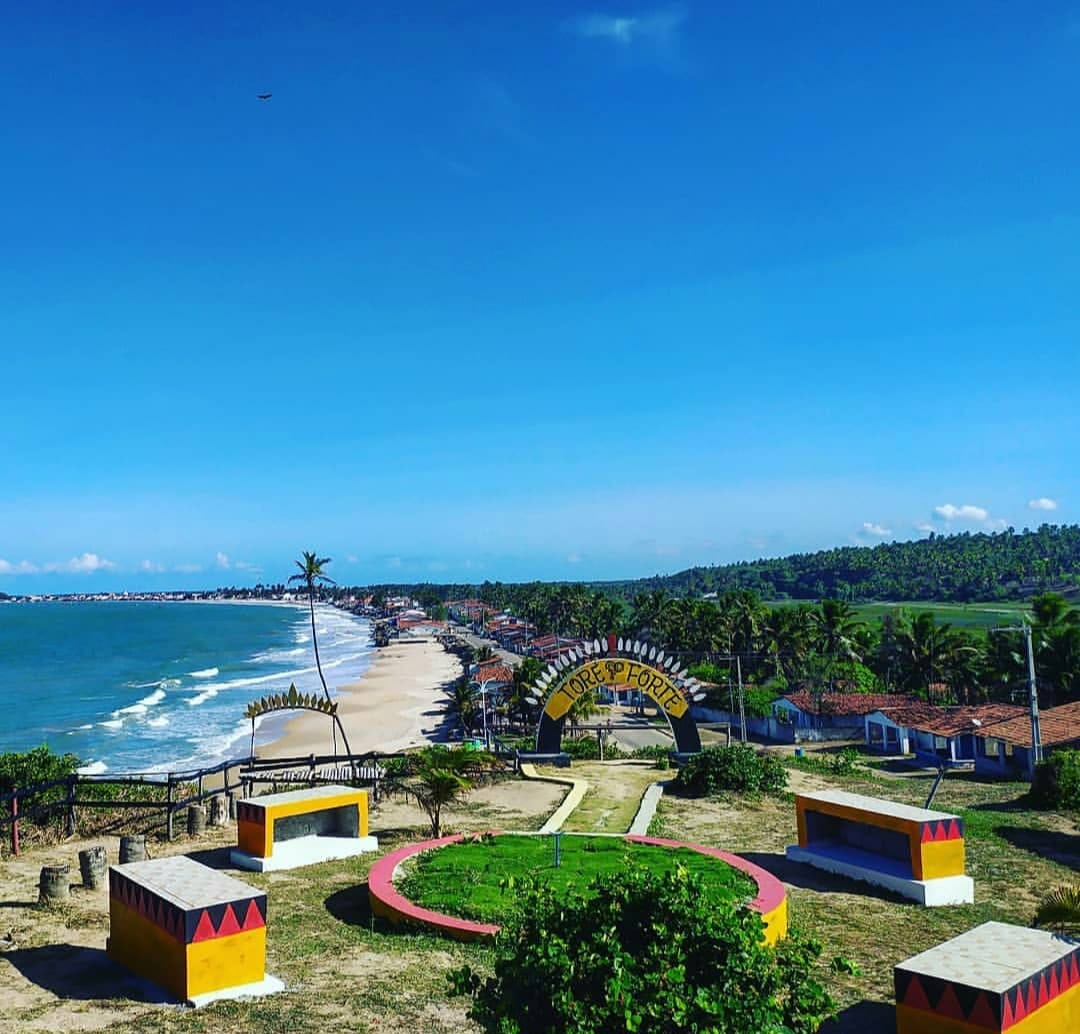
Vista do Forte em Baía da Traição
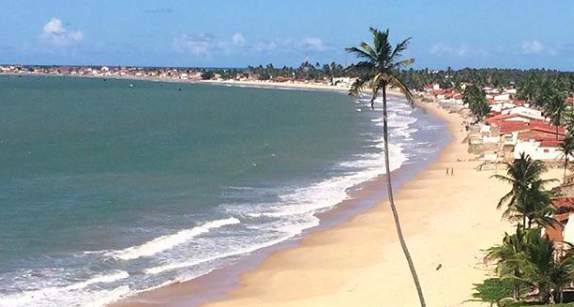
Vista panorâmica da praia
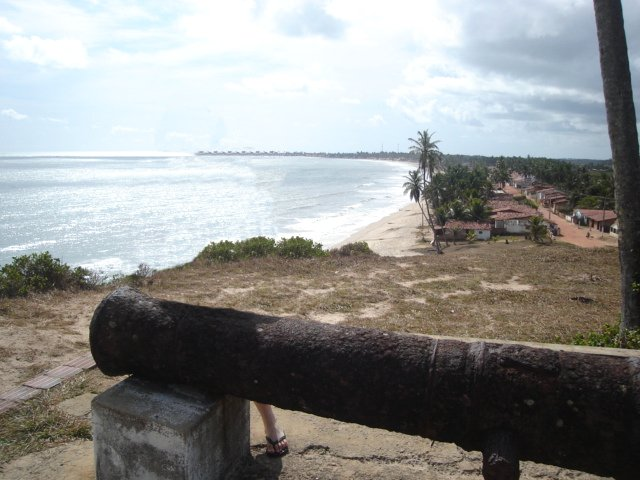
Vista do Canhão